# Coppa Italia Serie C (calcio femminile)
La Coppa Italia di Serie C è la coppa nazionale calcistica italiana riservata a formazioni di calcio femminile, che si tiene sotto l'egida della FIGC ed è organizzata a cadenza annuale dalla divisione calcio femminile della Lega Nazionale Dilettanti.
La squadre detentrice del trofeo è lo Spezia.

## Formato
Al torneo sono ammesse le squadre partecipanti alla Serie C, terzo livello del campionato italiano femminile di calcio. Il torneo si compone di cinque fasi. Nella prima fase le squadre sono suddivise in gironi eliminatori e le squadre vincenti accedono alla fase a eliminazione diretta. A parte gli ottavi di finale, che si giocano in gara unica, quarti di finale e semifinale si giocano su partite di andata e ritorno. La finale si disputa in gara unica e campo neutro.

## Albo d'oro
- 2018-2019:  Riozzese
- 2019-2020: Non assegnata
- 2020-2021: Non assegnata
- 2021-2022:  Vicenza
- 2022-2023:  Venezia
- 2023-2024:  Lumezzane
- 2024-2025:  Spezia